# Фрата Полезине
Фрата Полезине је насеље у Италији у округу Ровиго, региону Венето.
Према процени из 2011. у насељу је живело 1932 становника. Насеље се налази на надморској висини од 10 м.

## Значајне личности
Насеље Фрата Полезине је познато по томе што је овде рођен италијански политичар, социјалиста, Ђакомо Матеоти.

## Партнерски градови
- Тулча
- Конверсано
- Тречента
- Реканати
- Палацоло Акрејде